# Music for a Big Night Out
Albums de Scooter
The Big Mash Up
(2011) The Fifth Chapter
(2014)
Singles
1. 4 AM
Sortie : 7 septembre 2012
2. Army of Hardcore
Sortie : 2 novembre 2012

Music for a Big Night Out est le seizième album studio du groupe allemand Scooter. L'album est sorti le 2 novembre 2012, précédé par le premier single 4 AM le 7 septembre 2012. Le deuxième single Army of Hardcore est commercialisé en parallèle à l'album.

## Liste des titres
| No  | Titre                | Durée |
| --- | -------------------- | ----- |
| 1.  | Full Moon            | 1:50  |
| 2.  | I'm a Raver, Baby    | 3:16  |
| 3.  | Army of Hardcore     | 2:57  |
| 4.  | 4 AM                 | 3:16  |
| 5.  | No Way to Hide       | 3:22  |
| 6.  | What Time Is Love?   | 3:10  |
| 7.  | Overdose (Frazy)     | 3:03  |
| 8.  | Talk About Your Life | 3:25  |
| 9.  | I Wish I Was         | 3:25  |
| 10. | Black Betty          | 3:34  |
| 11. | Too Much Silence     | 5:38  |
| 12. | Last Hippie Standing | 6:37  |

| 13. | Army of Hardcore (Extended Club Mix) | 6:05 |
| 14. | 4 A.M. (Picco Remix)                 | 5:29 |
| 15. | 4 A.M. (Clubstar UK Mix)             | 3:25 |
| 16. | 4 A.M. (Music Video)                 | 3:49 |

## Classements
| Classements (2012)           | Meilleure position |
| ---------------------------- | ------------------ |
| Allemagne (Media Control AG) | 10                 |
| Autriche (Ö3 Austria Top 40) | 37                 |
| Tchéquie (IFPI)              | 27                 |
| Suisse (Schweizer Hitparade) | 47                 |